# Ferdinand August Schmidt
Ferdinand August Schmidt (* 25. Juli 1852 in Bonn; † 14. Februar 1929 ebenda) war ein deutscher Sportphysiologe, Sportarzt und wissenschaftlicher Mitbegründer der Leibeserziehung.

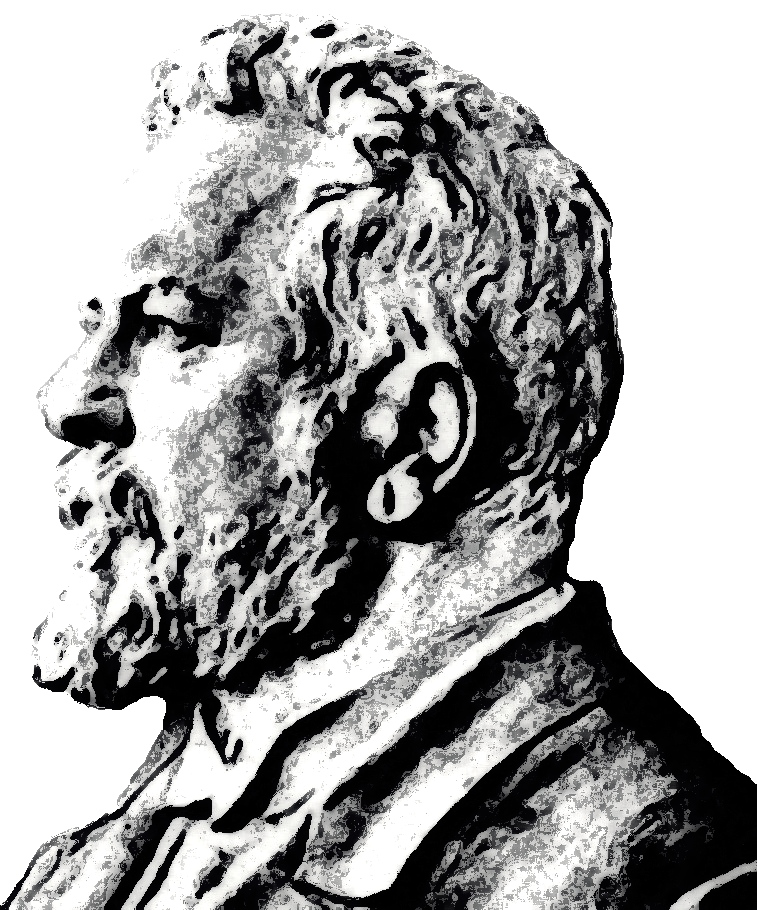
Ferdinand August Schmidt

## Kindheit und Studium
Schmidt wurde in Bonn geboren, besuchte dort die Schule und ab 1862 das Königliche Gymnasium zu Bonn (heute: Beethoven-Gymnasium Bonn). Seine besonderen Interessen galten der Malerei und dem Sport, insbesondere dem Turnen.
Auf Drängen seiner Mutter gab er den ursprünglichen Gedanken an eine künstlerische Karriere auf und begann 1872 ein Medizinstudium an der Bonner Universität, währenddessen er u. a. den „medizinisch-naturwissenschaftlichen Verein“ gründete. Nach Erlangung der Doktorwürde 1876, Absolvierung der Militärzeit und einem weiteren Studienaufenthalt in Berlin ließ er sich 1880 in Bonn als praktischer Arzt nieder.
Ferdinand August Schmidt ist ein Onkel der Malerin Henriette Schmidtbonn und des Dichters Wilhelm Schmidtbonn.

## Leben und Leistungen

### Leibeserziehung
Getreu seinem Motto „Heraus aus den Hallen auf den grünen Rasen und Ergänzung des bisherigen Turnens durch Bewegungsspiele im Freien!“, hat F. A. Schmidt sich um die Entwicklung der Leibeserziehung in Deutschland verdient gemacht, zum einen durch seine Beiträge zur wissenschaftlichen Erforschung der Leibeserziehung und zum anderen durch das Hinausführen des Turnens aus der Enge verschlossener Räume in Luft und Sonne. Dabei war er eher am allgemeinen Breitensport interessiert und lehnte Hochleistungssport mit der Begründung ab, dies sei eine „Liebhaberei“ auf der Grundlage eines hohen Aufwandes an Zeit, Kraft und Mitteln, um dem eigenen Ego zu dienen und um Aufsehen zu erregen. 1886 war Schmidt Mitbegründer der Deutschen Turnbauschule. In seinem Bemühen um den Sport wurde Schmidt 1883 Erster Vorsitzender des Bonner Turnvereins (dieses Amt versah er 42 Jahre), initiierte 1891 mit Emil von Schenckendorff den Zentralausschuß zur Förderung der Jugend- und Volksspiele und wurde dessen stellvertretender Vorsitzender. 1894 setzte er sich für die Einführung neuer „Volkswettübungen“ ein (u. a. 100-m-Lauf, Hindernislauf, Dreisprung, Schleuderballwurf, Diskuswurf, Schnellgehen) und initiierte drei Jahre später die ersten Ferienspiele und Ferienwanderungen für Mädchen. 1919 wurde auf Betreiben F. A. Schmidts die erste „Freiluftschule Bonn-Nord“ eröffnet. 1924 wurde er Erster Vorsitzender des „Deutschen Ärztebundes zur Förderung der Leibesübungen“ (Deutscher Sportärztebund). Seinem Wirken ist es mit zu verdanken, dass der Werdegang der Turnlehrer auf die akademische Stufe erhoben und die Institute für Leibesübungen den Hochschulen eingegliedert wurden.

### Akademisches Wirken
Schmidt hielt in Bonn Vorlesungen über Leibeshygiene, Sportphysiologie und Sportmedizin und gründete 1873 den Medizinisch-Naturwissenschaftlichen Verein als Korporation der Bonner Universität (heute in der Landsmannschaft Salia Bonn im CC). Er veröffentlichte zahlreiche Fachartikel. 1898 erhielt er für seine wissenschaftliche Arbeit im Bereich der Leibeserziehung das Ehrendiplom „Concorso nazionale scolastico per la educazione fisica“ durch den Turiner Physiologen Mosso sowie 1904 das Goldene Diplom der Weltausstellung St. Louis wegen herausragender sportphysiologischer Arbeit. 1906 ernannte das Preußische Kultusministerium Schmidt zum Professor. 1911 erhielt er das Goldene Diplom der Hygieneausstellung Dresden wegen herausragender sportphysiologischer Arbeit. Zwei Jahre später verlieh ihm der Nordamerikanische Turnerbund („Normal College of the North American Gymnastic Union, Indianapolis“) die Auszeichnung “Master of Science in Gymnastics (M. S. G.) h. c.” Die Lehren F. A. Schmidts sind bis heute aktuell. So machte der Weltverband für Sportmedizin 2003 bei seinem Kongress in Leipzig deutlich: „Bereits vor mehr als hundert Jahren haben deutsche Mediziner auf den Wert regelmäßig betriebener Körperübungen für die Gesunderhaltung und Leistungsfähigkeit des Menschen bis ins hohe Alter hingewiesen.“

### Weitere Aktivitäten
Schmidt war seit 1883 Herausgeber des Nachrichtenblattes des „Rheinisch-westfälischen Spielverbandes“ und gründete 1887 mit Dr. Hahn den Presseausschuss der Deutschen Turnerschaft. Nachdem Schmidt 1887 Stadtverordneter Bonns geworden war, führte er in der Stadt Bonn einen schulärztlichen Dienst ein baute eine Hilfsschule für geistig Unterbegabte. 1889 betrieb er mit dem Besitzer der Bonner Zeitung Hermann Neusser den Ankauf des Geburtshauses von Ludwig van Beethoven und gründete mit ihm und anderen den Verein Beethovenhaus. Später wurde er auch Vorsitzender des „Beethovenhauses“.
1905 wurde Schmidt Leitender Schularzt.
1926 feierte Schmidt sein „Goldenes Doktorjubiläum“, wurde Erstes Ehrenmitglied des preußischen Turnlehrervereins, erhielt den Ehrenvorsitz des Deutschen Ärztebundes zur Förderung der Leibesübungen sowie die Ehrenmitgliedschaft und die goldene Medaille „Für Verdienste um die Musik“ durch den Bonner Männergesangverein und wurde Ehrenbürger der Stadt Bonn.
F.A. Schmidt gehörte auch zu den frühen Förderern der FKK-Bewegung.

### Tod
Am 14. Februar 1929 starb der Geheime Sanitätsrat F. A. Schmidt im Alter von 77 Jahren. Seine letzte Ruhestätte fand der Ehrenbürger der Bonner Universität auf dem Alten Friedhof an der Bornheimer Straße.

## Werke
- Unser Körper. Handbuch der Anatomie, Physiologie und Hygiene der Leibesübungen. R. Voigtländer, Leipzig 1899.
- Das Schulkind nach seiner körperlichen Eigenart und Entwicklung. R. Voigtländer, Leipzig 1914.
- Physiologie der Leibesübungen. R. Voigtländer, Leipzig, 1922.
- Gesundheitslehre. Für die Frauenschule und die häusliche Belehrung. B. G. Teubner, Leipzig 1915.
- mit Friedrich Knickeberg: Das Beethoven-Haus in Bonn und seine Sammlungen. Verlag des Beethoven-Hauses, Bonn 1927.